# Xã Tuscola, Quận Douglas, Illinois
Xã Tuscola (tiếng Anh: Tuscola Township) là một xã thuộc quận Douglas, tiểu bang Illinois, Hoa Kỳ. Năm 2010, dân số của xã này là 5.259 người.